# Gary Fencik
John Gary Fencik (Chicago, 11 giugno 1954) è un ex giocatore di football americano statunitense che ha giocato nel ruolo di safety per tutta la carriera con i Chicago Bears della National Football League (NFL). Fu scelto nel corso del decimo giro (281º assoluto) del Draft NFL 1976 dai Bears. Al college ha giocato a football alla Yale University.

## Carriera professionistica

### Chicago Bears
Fencik fu scelto nel corso del decimo giro dei Draft 1976 dai Chicago Bears. Nella sua stagione da rookie disputò 13 partite. Nella stagione 1979 stabilì un primato in carriera con 6 intercetti. Nel 1985, Gary mise a segno 5 intercetti e fu inserito nel Second-team All-Pro. I Bears terminarono la stagione regolare con un record di 15-1, vincendo il Super Bowl XX contro i New England Patriots per 46-10.
Fencik giocò per dodici stagioni coi Chicago Bears divenendo il loro primatista di tutti i tempi per intercetti e tackle totali.

## Palmarès
- Super Bowl : 1 Vincitore del Super Bowl XX
- (2) Pro Bowl (1980, 1981)
- (1) First-team All-Pro (1981)
- (1) Second-team All-Pro (1985)

## Statistiche
| Sack fatti       | 2,0 |
| Intercetti fatti | 38  |